# Ewa Głódź
Ewa Głódź, po mężu Misiołek (ur. 31 października 1959) – polska lekkoatletka specjalizująca się w biegach średniodystansowych, mistrzyni i reprezentantka Polski.

## Kariera sportowa
Była zawodniczką Juvenii Wrocław i AZS Wrocław. Jej trenerem był m.in. Edward Listos
Na mistrzostwach Polski seniorek na otwartym stadionie zdobyła jedenaście medali, w tym trzy złote w sztafecie 4 x 400 metrów (1980, 1981 i 1982), dwa srebrne w biegu na 800 metrów w 1977 i 1983, cztery srebrne w sztafecie 4 x 400 metrów (1983, 1984, 1985, 1987) oraz dwa brązowe w biegu na 800 metrów w 1981 i 1987. Na halowych mistrzostwach Polski seniorek wywalczyła siedem medali - dwa złote w biegu na 800 metrów w 1985 i 1987, trzy srebrne w biegu na 800 metrów w 1981, 1983 i 1988, srebrny w biegu na 1500 metrów w 1987 i brązowy w biegu na 800 metrów w 1978.
Reprezentowała Polskę na mistrzostwach Europy juniorów w 1977, zajmując 8. miejsce w biegu na 800 metrów, z wynikiem 2:10,8. 
Jest pracownikiem Akademii Wychowania Fizycznego we Wrocławiu, tam w 2002 obroniła pracę doktorską Wartość prognostyczna postępowania kwalifikacyjnego na studia wychowania fizycznego napisaną pod kierunkiem Tadeusza Koszczyca.
Rekordy życiowe:
- 400 m – 54,14 (12.06.1981)
- 800 m – 2:00,48 (08.08.1981)
- 1500 m – 4:16,98 (15.08.1983)